# 蒲察贞
蒲察贞，女真族，蒲察氏，金朝将领。
泰和六年（1206年），元帅右都监蒲察贞随平章政事仆散揆迎战南宋的北伐军。八月，在方山原击败宋将程松军。九月，攻取和尚原、龙门关，修复阁道，在小关追败宋军，斩杀宋将杨廷，十月，率岐、陇兵一万出成纪，配合诸路军分道攻打南宋。十一月，攻克天水、西和州。十二月，攻破成州。泰和七年（1207年），奉命撤军黄牛戍，和完颜纲派兵从昆谷西山养马洞攻入，四面攻击，再取散关，斩杀宋朝守将张统领、于团练。